# Mycena capillaripes
Mycena capillaripes es una especie de hongo basidiomiceto,  de la familia Mycenaceae, perteneciente al género Mycena.

## Sinónimos
- Mycena langei (Maire, 1928)
- Mycena plicosa (J.E. Lange, 1914)
- Prunulus capillaripes (Murrill, 1916)